# 剪宇峠
剪宇峠（きりうとうげ）は、徳島県美馬市穴吹町古宮と美馬郡つるぎ町一宇にある徳島県道259号一宇古宮線の峠。標高約870m。

## 地理
徳島県美馬市穴吹町古宮と美馬郡つるぎ町一宇字剪宇（旧一宇村）の境にある峠。一宇村のかつての東の玄関にあたり、交通上重要な位置を占めていた。峠には弘法大師像2期が石囲いの中に祀られており、傍らに寛永3年に造立された灯籠がある。
峠名は一宇村側にある剪宇集落からとっている。集落は上剪宇と下剪宇に分かれており、それぞれに氏神や氏堂（薬師堂）を祀っている。集落への道路は1965年（昭和40年）に着工され、徳島県道259号一宇古宮線として整備されている。峠には杉の巨木が茂っておりどちら側からもよく目につく。
1973年（昭和48年）5月にこの峠の南で大蛇騒動（5人が同時に大蛇を目撃）が起こり、全国ニュースでも取り上げられ、その後、探検隊が出たことでも知られる。残念ながら大蛇は発見されなかったが、幅40cmの何かが這った跡が見つかった。